# Красноярская волость (Новоузенский уезд)
Красноярская во́лость — административно-территориальная единица, входившая в состав Новоузенского уезда Самарской губернии. Образована в 1871 года в границах Красноярского колонистского округа. 8 марта 1919 года, в связи с образованием первой немецкой автономии, Красноярская волость была передана Трудовой Коммуне области немцев Поволжья
Административный центр — село Красный Яр.
Население волости составляли преимущественно немцы, лютеране.
В период до установления советской власти волость имела аппарат волостного правления, традиционный для таких административно-территориальных единиц Российской империи.
Волость располагалась в северо-западной части Новоузенского уезда, по левую сторону от реки Волги. Согласно карте уездов Самарской губернии 1912 года волость состояла из двух частей. Основной участок граничил на севере — с Саратовской губернией, на востоке — с Николаевским уездом и Тонкошуровской волостью, на юге — с Покровской волостью, на западе — с Генеральской и вновь с Покровской волостью. Вторая часть прилегала к границе с Николаевским уездом и граничила на востоке и юге — с Калужской волостью, на юго-западе — с Тонкошуровской волостью.
Территория бывшей волости является частью земель Энгельсского, Марксовского и Советского районов Саратовской области (административный центр области — город Саратов).

## Состав волости
| № | Населённые пункты (без хуторов) | Население (1889 год) | Население (1910 год) | Преобладающие национальности, вероисповедания | Современное состояние                  |
| - | ------------------------------- | -------------------- | -------------------- | --------------------------------------------- | -------------------------------------- |
| 1 | село Звонарёвка (Шведен)        | 2195                 | 3421                 | немцы, лютеране                               | село Ленинское, Энгельсский район      |
| 2 | село Старица (Рейнвальд)        | 3576                 | 5133                 | немцы, лютеране                               | село Старицкое, Энгельсский район      |
| 3 | село Шульц (Луговая Грязнуха)   | 1487                 | 2226                 | немцы, лютеране                               | село Луговское, Марксовский район      |
| 4 | село Шталь (Звонарёв Кут)       | 2962                 | 3704                 | немцы, лютеране                               | село Звонарёвка, Марксовский район     |
| 5 | село Нидермонжу (Бобровка)      | 3197                 | 4226                 | немцы, лютеране                               | село Бобровка, Марксовский район       |
| 6 | село Теляуза (Фишер)            | 2219                 | 2853                 | немцы, лютеране                               | село Красная Поляна, Марксовский район |
| 7 | село Подстепное (Розенгейм)     | 2964                 | 4224                 | немцы, лютеране                               | село, Энгельсский район                |
| 8 | село Усть-Караман (Эндерс)      | 1676                 | 2277                 | немцы, лютеране                               | село, Энгельсский район                |
| 9 | село Красный Яр                 | 5478                 | 7345                 | немцы, лютеране                               | село, Энгельсский район                |